# Rhinosardinia
Rhinosardinia è un genere di pesci ossei d'acqua dolce appartenente alla famiglia Clupeidae.

## Distribuzione e habitat
Le due specie sono distribuite nelle acque dolci delle regioni equatoriali del Sudamerica dal bacino dell'Orinoco al Brasile nordorientale. Vivono nel basso corso dei grandi fiumi dell'Amazzonia, spesso nei pressi delle spiagge sabbiose. Possono penetrare in acqua salmastra.

## Descrizione
L'aspetto generale è simile a quello dei comuni clupeidi marini dai quali si distinguono soprattutto per una spina acuta rivolta indietro presente nella parte anteriore della mascella, all'altezza dell'occhio. Il corpo è alto e compresso lateralmente, dotato di una carena ventrale. La pinna caudale è ampia e profondamente forcuta, la pinna anale è piccola, con 15-18 raggi. La linea laterale è assente. R. amazonica raggiunge gli 11 cm di lunghezza. Spesso è presente una banda argentea sui fianchi.

## Biologia
Gregari, formano banchi.

### Alimentazione
Si nutrono di zooplancton.

## Specie
Il genere conta 2 specie:
- Rhinosardinia amazonica
- Rhinosardinia bahiensis